# میخایلوفسکی (باشقیرستان)
میخایلوفسکی (به لاتین: Mikhaylovsky) یک منطقهٔ مسکونی در روسیه است که در باشقیرستان واقع شده‌است.